# Лемешев, Сергей Яковлевич
Серге́й Я́ковлевич Ле́мешев (27 июня [10 июля] 1902, с. Старое Князево, Тверская губерния — 26 июня 1977, Москва) — советский оперный певец (лирический тенор), оперный режиссёр, педагог. Народный артист СССР (1950). Лауреат Сталинской премии второй степени (1941).

## Биография
Родился в селе Старое Князево (ныне в Калининском районе Тверской области) в бедной крестьянской семье. Рано потерял отца.
В 1914 году окончил церковно-приходскую школу, в зимнее время занимался сапожным делом в Санкт-Петербурге. Учился пению по граммофонным записям. Азы нотной грамоты и пения освоил в художественно-ремесленной школе, где участвовал в самодеятельных спектаклях и концертах. Во время учёбы на Тверских образцовых курсах комсостава РККА (1920) получил направление на учёбу в консерваторию.
В 1921—1925 годах учился в Московской консерватории в классе Н. Г. Райского.
С 1925 года пел в Оперной студии Большого театра под руководством К. С. Станиславского (ныне Московский музыкальный театр имени К. С. Станиславского и Вл. И. Немировича-Данченко), где, среди других, исполнял партию Ленского (опера П. И. Чайковского «Евгений Онегин»). Именно эта роль, которую певец исполнил более 500 раз, принесла ему широкую известность и любовь зрителей. «Ленский целиком заполнил мою жизнь, — говорил певец. — Из моих более чем тридцати ролей эта — самая дорогая, любимая, самая большая радость моего творчества». Пел эту партию всего 501 раз: 500-е исполнение прошло в 1965 году (после этого певец покинул оперную сцену), 501-е и последнее исполнение состоялось в Большом театре в июне 1972 года в честь предстоящего 70-летнего юбилея певца.
В 1926 году дебютировал на профессиональной сцене в Свердловском театре оперы и балета. В 1927—1929 годах — солист Русской оперы при Китайско-Восточной железной дороге в Харбине, в 1929—1931 — Тифлисского театра оперы и балета (ныне Грузинский театр оперы и балета имени Палиашвили).
В 1931 году был приглашён в Большой театр (Москва), где дебютировал в партиях царя Берендея (Снегурочка), Джеральда («Лакме» Л. Делиба) и Ленского (Евгений Онегин). Вместе с И. С. Козловским был ведущим тенором вплоть до 1957 года, периодически продолжал выступать в Большом театре до 1965 года. Исполнил множество партий.
В 1939 году единственный раз в своей карьере снялся в музыкальной комедии «Музыкальная история» в роли шофёра Пети Говоркова, который стал оперным певцом. Его партнёрами были З. А. Фёдорова, Э. П. Гарин, С. Н. Филиппов.
Во время войны выступал с фронтовыми бригадами. Во время одного из выступлений сильно простудился, и у него обострился туберкулёз лёгких. Оперативное лечение включало пневмоторакс правого лёгкого.
Певец собрал самые лучшие творения композиторов и поэтов XIX века, представил их широчайшей советской аудитории, популяризовал русское и советское оперное искусство.
Кроме пения в оперных спектаклях, много и плодотворно трудился над исполнением камерного репертуара. С гордостью отмечал, что ему удалось спеть все 100 романсов П. И. Чайковского (помимо романсов М. И. Глинки, Н. А. Римского-Корсакова и др.).
Выступал как эстрадный певец, исполняя лучшие песни М. И. Блантера («Моя любимая», «Пшеница золотая»), Т. Н. Хренникова («Песня о Москве», «Песня о песне»), Б. А. Мокроусова («Одинокая гармонь»), А. Г. Новикова («Отъезд партизан», «Россия», «Размечтался солдат молодой»), Н. В. Богословского («Письмо в Москву», «Алёнушка», «Где ж ты, утро раннее?», «Помнишь, мама?»).

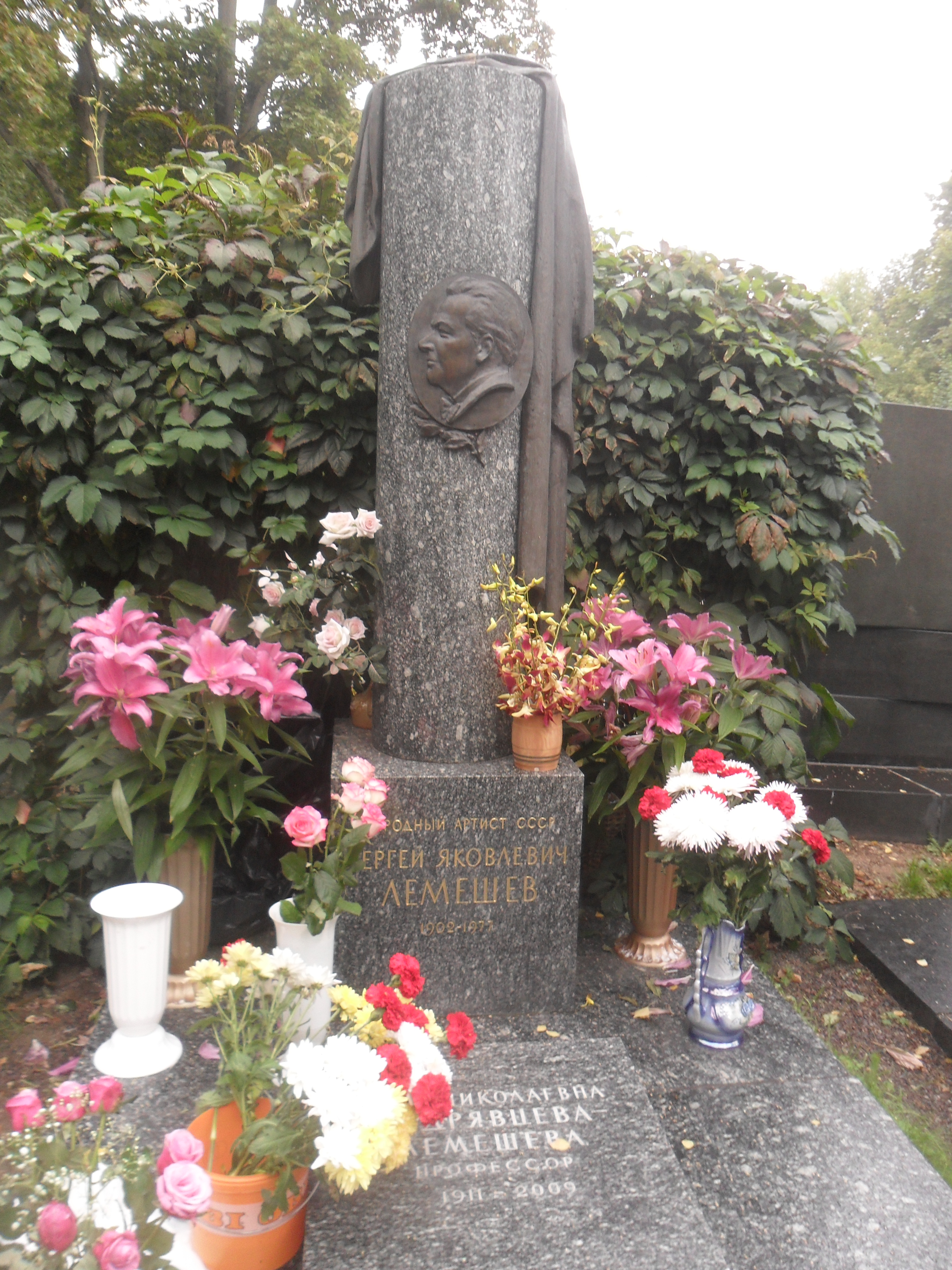
Могила Лемешева на Новодевичьем кладбище Москвы.

В 1947 году гастролировал в Берлинской государственной опере (Ленский в опере «Евгений Онегин»).
В качестве оперного режиссёра дебютировал в 1951 году постановкой оперы «Травиата» Дж. Верди на сцене Ленинградского малого оперного театра. В 1957 выступил в Большом театре как режиссёр-постановщик оперы Ж. Массне «Вертер» и исполнитель заглавной партии.
В 1951—1961 годах руководил кафедрой оперной подготовки, в 1969—1971 — кафедрой сольного пения в Московской консерватории. В 1959—1962 годах руководил Оперной студией при Московской консерватории, где поставил несколько спектаклей.
Вёл циклы передач на Всесоюзном радио, был руководителем вокальной группы.
Автор книги «Путь к искусству» (1968).
Член ВКП(б) с 1948 года
Скончался 26 июня 1977 года в Москве. Похоронен на Новодевичьем кладбище (участок № 9).

### Личная жизнь
- Первая жена — Наталья Ивановна Соколова (1906—1964)
- Вторая жена — Алиса Михайловна Корнева-Багрин-Каменская (1897—1989)
- Третья жена — Любовь Арнольдовна Варзер
- Четвёртая жена — Ирина Ивановна Масленникова (1918—2013), оперная певица.
  - дочь — Мария Сергеевна Лемешева (род. 1944), оперная певица.
- Пятая жена — Вера Николаевна Кудрявцева-Лемешева (1911—2009), оперная певица[3][4]. Их брак продлился двадцать семь лет, вплоть до смерти певца[5].

## Награды и звания
- Заслуженный артист РСФСР (1937)
- Народный артист СССР (1950)
- Сталинская премия второй степени (1941) — за большие достижения в области театрально-вокального и киноискусства
- Три ордена Ленина (27.05.1951, 10.07.1972, 25.05.1976)[6]
- Орден «Знак Почёта» (02.06.1937) — за выдающиеся заслуги в деле развития оперного и балетного искусства
- Медали.

## Репертуар
Московская консерватория и Оперная студия Большого театра под руководством К. С. Станиславского (1921—1925), Свердловский театр оперы и балета (1926—1927), Русская опера при КВЖД в Харбине (1927—1929), Тифлисский театр оперы и балета (1929—1931)
- Водемон («Иоланта» П. И. Чайковского)
- Лыков («Царская невеста» Н. А. Римского-Корсакова) (1925)
- Ленский («Евгений Онегин» П. И. Чайковского)
- Царь Берендей («Снегурочка» Н. А. Римского-Корсакова) (1925)
- Альфред («Травиата» Дж. Верди)
- Индийский гость («Садко» Н. А. Римского-Корсакова)
- Владимир Игоревич («Князь Игорь» А. П. Бородина)
- Юродивый («Борис Годунов» М. П. Мусоргского)
- Андрей Хованский («Хованщина» М. П. Мусоргского)
- Фауст («Фауст» Ш. Гуно)
- Леопольд («Дочь кардинала» Ф. Галеви)
- Люсьен («Жрица огня» В. П. Валентинова)
- Баян («Руслан и Людмила» М. И. Глинки)
- Билли Бегот («Трильби» А. И. Юрасовского)
- Герцог («Риголетто» Дж. Верди)
- Рудольф («Богема» Дж. Пуччини)
- Джеральд («Лакме» Л. Делиба)
- Надир («Искатели жемчуга» Ж. Бизе)
- Граф Альмавива («Севильский цирюльник» Дж. Россини) (1929)
- Синодал («Демон» А. Г. Рубинштейна) (1930)

Большой театр (1931—1957)
- 1931 — Берендей («Снегурочка» Н. А. Римского-Корсакова)
- 1931 — Джеральд («Лакме» Л. Делиба)
- 1931 — Ленский («Евгений Онегин» П. И. Чайковского)
- 1931 — Герцог («Риголетто» Дж. Верди)
- 1931 — Билли Бегот («Трильби» А. П. Юрасовского)
- 1931 — Граф Альмавива («Севильский цирюльник» Дж. Россини)
- 1932 — Звездочёт («Золотой петушок» Н. А. Римского-Корсакова)
- 1932 — Рудольф («Богема» Дж. Пуччини)
- 1933 — Филиппетто («Четыре деспота» Э. Вольфа-Феррари)
- 1933 — Индийский гость («Садко» Н. А. Римского-Корсакова)
- 1933 — Фауст («Фауст» Ш. Гуно)
- 1933 — Альфред Жермон («Травиата» Дж. Верди)
- 1936 — Владимир Игоревич («Князь Игорь» А. П. Бородина)
- 1938 — Дубровский («Дубровский» Э. Ф. Направника)
- 1941 — Ромео («Ромео и Джульетта» Ш. Гуно)
- 1943 — Синодал («Демон» А. Г. Рубинштейна)
- 1947 — Джемал («Великая дружба» В. И. Мурадели)
- 1948 — Баян («Руслан и Людмила» М. И. Глинки)
- 1948 — Левко («Майская ночь» Н. А. Римского-Корсакова)
- 1952 — Афанасий Иванович («Сорочинская ярмарка» М. П. Мусоргского)
- 1955 — Фра-Дьяволо («Фра-Дьяволо, или Гостиница в Террачине» Д. Обера)
- 1955 — Син Би-у («Никита Вершинин» Д. Б. Кабалевского)
- 1957 — Вертер («Вертер» Ж. Массне, исполнитель заглавной партии и режиссёр-постановщик)
- Моцарт — «Моцарт и Сальери» Н. А. Римского-Корсакова
- Де Грие — «Манон» Ж. Массне

## Записи
Полные записи опер
П. И. Чайковский. «Евгений Онегин» (Ленский):
- 1936 — П. М. Норцов (Онегин), Г. В. Жуковская (Татьяна), Б. Я. Златогорова (Ольга), А. С. Пирогов (князь Гремин), М. Ф. Бутенина, К. Е. Антарова, И. Маншавин, И. Коваленко, А. А. Яхонтов. ГАБТ СССР, дирижёр В. В. Небольсин.
- 1954 — С. Н. Шапошников (Онегин), В. Н. Кудрявцева (Татьяна), О. Н. Головина (Ларина), А. Мещерякова (Ольга), К. Ф. Комиссарова (Филиппьевна, няня), И. Захаревич (князь Гремин), В. Райков (Ротный), Н. Я. Чесноков (Трике, француз), Д. Сильвестров (Зарецкий), В. Юрченко (Запевала). МАЛЕГОТ, дирижёр Г. А. Дониях. Запись по трансляции 28 октября 1954 г.[7]
- 1955 — Е. С. Белов (Онегин), Г. П. Вишневская (Татьяна), В. Петрова (Ларина), Л. И. Авдеева (Ольга), Е. М. Вербицкая (Филипьевна, няня), И. И. Петров (князь Гремин), Г. Панков (Ротный), И. Михайлов (Зарецкий), А. А. Соколов (Трике, француз). ГАБТ СССР, дирижёр Б. Э. Хайкин.

Л. Делиб. «Лакме» (Джеральд):
- 1946 — Н. А. Казанцева (Лакме), А. Королёв (Нилаканта), А. И. Малюта (Маллика), Г. Тиц (Фредерик), К. Шеляховская (Роза), В. Градова (Елена), П. Левченко (миссис Бенсон), С. Фомичёв (Хаджи). Хор и оркестр Всесоюзного радио, дирижёр А. И. Орлов.

Н. А. Римский-Корсаков. «Снегурочка» (царь Берендей):
- 1947 — И. И. Масленникова (Снегурочка), М. П. Максакова (Лель, пастух), Н. А. Обухова (Весна-Красна), М. Д. Михайлов (Дед Мороз), С. А. Красовский (Бермята, ближний боярин), С. Г. Панова (Купава, дочь богатого слобожанина), А. П. Иванов (Мизгирь, торговый гость из посада Берендеева), В. С. Шевцов (Бобыль Бакула), М. Н. Левина (Бобылиха, его жена), Ф. М. Годовкин (Леший), М. В. Сказин (Масленица, соломенное чучело). ГАБТ СССР, дирижёр К. П. Кондрашин.

Н. А. Римский-Корсаков. «Моцарт и Сальери» (Моцарт):
- 1947 — А. С. Пирогов (Сальери). МАМТ, дирижёр С. А. Самосуд.

Н. А. Римский-Корсаков. «Майская ночь» (Левко):
- 1948 (в других источниках[8] — 1951) — В. И. Борисенко (Ганна), С. А. Красовский (Голова), И. И. Масленникова (Панночка), П. В. Воловов (Каленик), Е. М. Вербицкая (Свояченица), Н. И. Клягина (русалка), Е. И. Грибова (русалка), О. Инсарова (русалка), В. С. Шевцов (Винокур), В. Тютюнник (Писарь). ГАБТ СССР, дирижёр В. В. Небольсин.

Ш. Гуно. «Ромео и Джульетта» (Ромео):
- 1948 — И. И. Масленникова (Джульетта), И. И. Петров (граф Капулетти), М. Д. Михайлов (Отец Лоран), И. М. Скобцов (Эскаль, герцог Веронский), И. П. Бурлак (Меркуцио, друг Ромео), Т. Л. Черняков (Тибальт, племянник Капулетти), Н. Остроумова (Гертруда, кормилица Джульетты), Н. П. Соколова (Стефано, паж Ромео), И. Назаренко (граф Парис), Ф. М. Годовкин (Бенволио, друг Ромео), И. Сипаев (Грегорио, слуга Капулетти). ГАБТ СССР, дирижёр В. В. Небольсин.

Д. Пуччини. «Богема» (Рудольф):
- 1948 — И. И. Масленникова (Мими), П. Г. Лисициан (Марсель), Г. П. Сахарова (Мюзетта), В. П. Захаров (Шонар), Б. Л. Добрин (Колен), Д. В. Демьянов (Бенуа), А. Беланов (Альциндор), С. Фомичёв (Парпиньоль), Т. Антоненко (таможенный сержант), М. В. Сказин (сторож). Хор ВРК, БСО, дирижёр С. А. Самосуд.

Ж. Бизе. «Искатели жемчуга» (Надир):
- 1950 — Н. А. Казанцева (Лейла), В. П. Захаров (Зурга), Т. Антоненко (Нурабад). Хор и оркестр Всесоюзного радио, дирижёр О. М. Брон.

А. П. Бородин. «Князь Игорь» (Владимир Игоревич):
- 1950 — А. П. Иванов (князь Игорь), Е. Ф. Смоленская (Ярославна), А. С. Пирогов (Галицкий), М. О. Рейзен (хан Кончак), В. И. Борисенко (Кончаковна, его дочь), А. Иванова (половецкая девушка), А. И. Серов (Овлур, крещеный половчанин), И. М. Скобцов (Скула), Ф. М. Годовкин (Ерошка). ГАБТ СССР, дирижёр А. Ш. Мелик-Пашаев.

Д. Верди. «Травиата» (Альфред Жермон):
- 1951 — Е. В. Шумская (Виолетта Валери), П. Г. Лисициан (Жорж Жермон), О. Инсарова (Флора Бервуа), Б. Бобков (виконт Гастон де Леторьер), М. Соловьёв (барон Дюфоль), Г. Воробьёв (маркиз д’Обиньи), В. Горбунов (доктор Гренвиль), Т. Парфененко (служанка Аннина), И. Ионов (слуга), И. Хапов (посыльный). Филиал ГАБТа СССР, дирижёр С. С. Сахаров.
- 1956 — Г. В. Деомидова (Виолетта Валери), П. Г. Лисициан (Жорж Жермон). ГАБТ СССР, дирижёр Т. А. Докшицер.

М. И. Глинка. «Руслан и Людмила» (Баян):
- 1954 (1950) — В. А. Гаврюшов (Светозар), И. И. Петров (Руслан), В. М. Фирсова (Людмила), Е. М. Вербицкая (Ратмир), А. Ф. Кривченя (Фарлаф), Н. И. Покровская (Горислава), Г. М. Нэлепп (Финн), Е. П. Корнеева (Наина). ГАБТ СССР, дирижёр К. П. Кондрашин.

Д. Обер. «Фра-Дьяволо, или Гостиница в Террачине» (Фра-Дьяволо, маркиз Сан-Марко):
- 1955 — Г. Панков (Джакомо), Ю. Филин (Беппо), П. В. Воловов (лорд Кокбург), Е. И. Грибова (Памела), В. Горбунов (Маттео), Н. И. Гусельникова (Церлина), Н. Росляков (Франческо, жених), А. А. Соколов (Лоренцо, бригадир), И. Хапов (крестьянин), Е. Гаврюшова (служанка), Ю. Каменщиков (священник). ГАБТ СССР, дирижёр Б. Э. Хайкин.

Э. Ф. Направник. «Дубровский» (Дубровский):
- 1960 — Г. Д. Дударев (Андрей Дубровский), А. П. Иванов (Троекуров), В. Н. Кудрявцева (Маша, его дочь), П. И. Мокеев (князь Верейский), М. Тюремнов (исправник), В. Н. Попов (заседатель), Н. Н. Тимченко (Дефорж, француз), Р. Красноюрченко (Шабашкин, приказный), А. Васильева (Егоровна, няня), Е. Корнеев (Архип), И. Зорин (Гришка), Л. И. Болдин (Антон), Р. Орешкина (Таня, горничная Маши). Хор и оркестр МАМТ. Дирижёр — П. М. Славинский.

Сборники
- Scenes and Arias from Operas — Sergei Lemeshev (CD) Label: Yedang Entertainment, 2002
- Lebendige Vergangenheit: Sergei Lemeshev, Preiser Records Audio CD (July 4, 1998)[10]

Студия «Aquarius» (Россия), фрагменты из опер на CD:
- 2006 — Арии из опер (записи 1937—1940 гг.)
- 2006 — С. Лемешев, И. Масленникова (арии и дуэты из опер, записи 1944—1955 гг.)
- 2006 — С. Лемешев, И. Масленникова (фрагменты из опер Ж. Массне и Ш. Гуно, записи 1948—1951 гг.)
- 2006 — С. Лемешев, В. Кудрявцева (дуэты, записи 1952—1966 гг.)
- 2008 — Ж. Массне. «Вертер». С. Лемешев (Вертер), К. Леонова (Шарлотта) (фрагменты, запись 1960 г.)
- 2008 — Арии из опер (записи 1948—1952 гг.)
- 2008 — Арии из опер (записи 1953—1956 гг.)
- 2009 — Арии из опер (записи 1928—1936 гг.)
- 2010 — Арии из опер (записи 1940—1948 гг.)
- 2010 — Сцены и дуэты из опер (записи 1946—1964 гг.)

Студия «Aquarius» (Россия), сборники романсов и песен на CD:
- 2005 — «Память сердца» (романсы М. И. Глинки)
- 2005 — «Гори, гори, моя звезда…» (старинный русский романс, записи 1940—1974 гг.)
- 2005 — «Песнь моя летит с мольбою» (песни Шуберта, Грига, Листа, Бетховена и Монюшко, записи 1947—1972 гг.)
- 2005 — «Как соловей о розе» (романсы и песни XX века, записи 1950—1971 гг.)
- 2005 — «Звезда моих полей» (лирические песни прошлых лет, записи 1936—1959 гг.)
- 2006 — «Слова любви» (русские романсы, записи 1937—1952 гг.)
- 2006 — «Струны гитары нежные…» (итальянские песни, записи 1932—1954 гг.)
- 2006 — «У зари-то, у зореньки» (русские народные песни, записи 1951—1952 гг.)
- 2007 — «О, если б знали вы…» (романсы и песни П. И. Чайковского и С. В. Рахманинова, записи 1946—1959 гг.)
- 2007 — «Печаль моя светла» (романсы Н. А. Римского-Корсакова и М. А. Балакирева, записи 1940—1965 гг.)
- 2007 — «Хотел бы в единое слово» (романсы и песни П. И. Чайковского, записи 1946—1955 гг.) 2 CD
- 2009 — «Кабы Волга-матушка…» (русские и украинские народные песни, записи 1955—1974 гг.)
- 2009 — «Соловьём залётным» (русские народные песни, записи 1937—1943 гг.)
- 2009 — «Ах ты, зимушка-зима» (русские народные песни, записи 1944—1950 гг.)
- 2009 — «Русский романс» (ранние записи, 1932—1940 гг.)
- 2016 — Романсы П. И. Чайковского и С. В. Рахманинова (студийные циклы 1962—1963 гг.) 2CD

Студия «Aquarius» (Россия), концертные записи на CD:
- 2010 — Концерт в Колонном зале Дома Союзов 29 ноября 1948 г.
- 2011 — Концерт в Большом зале Московской консерватории 23 апреля 1949 г.
- 2012 — Концерт в Большом зале Московской консерватории 19 декабря 1950 г.
- 2012 — Концерт в Колонном зале Дома Союзов 8 февраля 1954 г.
- 2012 — Концерт в Колонном зале Дома Союзов 18 октября 1954 г.
- 2016 — Концерт в Колонном зале Дома Союзов 2 марта 1954 г.
- 2016 — Концерты в Большом зале Ленинградской филармонии 15 и 19 декабря 1954 г., 2 CD
- 2016 — Концерты в Большом зале Московской консерватории 13 января 1956 г., 9 апреля 1956 г. и 23 ноября 1963 г., 2 CD
- 2016 — Концерт в Большом зале Московской консерватории 12 апреля 1964 г.

## Фильмография

### Роли
- 1940 — Музыкальная история — таксист Петя Говорков[11]
- 1941 — Киноконцерт 1941 года — герцог Мантуанский
- 1943 — Киноконцерт к 25-летию Красной Армии
- 1952 — Концерт мастеров искусств (фильм-концерт) — Герман (сцены из оперы «Пиковая дама»)
- 1960 — Демон — Синодал
- 1961 — Дубровский (фильм-опера) — Владимир Дубровский
- 1963 — Голубой огонёк 1963 года — песня «Снегурочка»

### Озвучивание
- 1947 — Квартет — вокальная партия Соловья

### Вокал
- 1946 — Глинка — голос поющего М. И. Глинки (в одной из двух версий фильма)
- 1962 — Моцарт и Сальери (фильм-опера) — Моцарт (голос)
- 1966 — Лемешев С. Я. — Концерт в Московской Консерватории (концерт)
- 1971 — Сергей Лемешев — Концерт в Колонном Зале Дома Союзов (концерт)
- 1975 — Исторические концерты. Поет Сергей Лемешев (концерт) (Студия музыкальных программ ГТРК «Культура»)
- 2011 — Песни и романсы. И. Козловский, С. Лемешев (концертная программа) (Телеканал «Культура»)

### Участие в фильмах
- 1961 — Сергей Лемешев (документальный)
- 1969 — Сергей Лемешев. Встреча с телезрителями (документально-музыкальный)

### Архивные кадры
- 1972 — Сергей Яковлевич Лемешев (документальный) (Главная редакция ЦТ СССР)
- 1972 — Сергей Лемешев — «Как песня жаворонка…» (документальный) (реж. Ольга Доброхотова)
- 1985 — Сергей Лемешев. Портрет (документальный) (реж. Ф. Слидовкер)
- 2006 — Сергей Лемешев (из цикла передач телеканала ДТВ «Как уходили кумиры») (документальный)
- 2007 — Кумир (документальный)
- 2012 — Сергей Лемешев и Иван Козловский. Эхо великих голосов (документальный) (реж. Валерий Балаян)
- 2012 — Романтика романса. Сергею Лемешеву посвящается (музыкальный) (реж. Анастасия Синельникова, Сергей Злобин)
- 2013 — Музыкальная история Сергея Лемешева (документальный) (реж. Сергей Садовский)

## Память

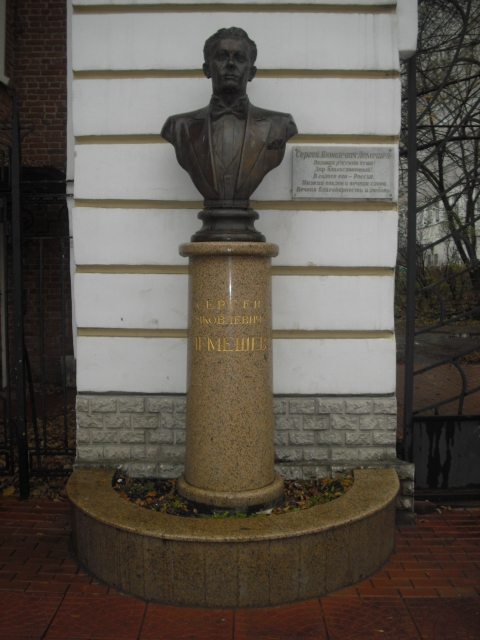
Бюст Лемешева С. Я. в Твери.

- В 1978 году, через год после смерти певца, в его честь был назван астероид (4561) Лемешев.
- В районе Фили-Давыдково Москвы есть Детская музыкальная школа, названная в его честь (ранее — ДМШ № 97).
- в Новороссийском морском пароходстве был теплоход-сухогруз «Сергей Лемешев».
- 29 декабря 2007 года в Твери на Трёхсвятской улице у дома 25 был установлен памятник Сергею Лемешеву. Открытие было приурочено к 105-летию со дня рождения певца, уроженца Тверской губернии .
- В Тверской области, в д. Старое Князево находится Музей С. Я. Лемешева, экспозиция которого рассказывает о жизни и творчестве знаменитого тенора. Музей является филиалом Тверского государственного объединённого музея.